# Aussprache des Neugriechischen
Die Aussprache des Neugriechischen besteht praktisch unverändert seit etwa dem Ende des 10. Jahrhunderts. (Texte in dieser Sprachstufe erscheinen seit etwa dem Jahr 1100.) Sie ist relativ einheitlich, aus dem mit dem griechischen Alphabet geschriebenen Text geht die Aussprache bis auf wenige Ausnahmen eindeutig hervor. Hierfür ist allerdings die Kenntnis einiger Regeln erforderlich, da besonders zahlreiche der Konsonantenbuchstaben in mehreren Aussprachevarianten realisiert werden. Umgekehrt gestaltet sich die neugriechische Orthographie schwierig, da bis auf die Akzentsetzung die altgriechische Schreibweise bis heute weitestgehend beibehalten wurde und viele Laute, die gleich gesprochen werden, durch unterschiedliche Grapheme dargestellt werden.

## Vokale
Die fünf griechischen Vokale werden durch zahlreiche Buchstaben und Buchstabenverbindungen ausgedrückt. Alle Vokale werden grundsätzlich kurz ausgesprochen, /i/ und /u/ sind dabei im Gegensatz zum Deutschen stets geschlossen. Bei Verbindungen zweier Vokalbuchstaben zeigt ein Trema (¨) auf dem zweiten Buchstaben oder der Akzent auf dem ersten Vokalzeichen an, dass die beiden Buchstaben getrennt auszusprechen sind.
| Buchstabe(n)       | Lautwert | Beschreibung                                                          | Beispiel |
| ------------------ | -------- | --------------------------------------------------------------------- | --- |
| α                  | [a]      | wie in deutsch Masse                                                  | βάρκα [ˈvarka] ‚Barke‘                                                                                      |
| αυ                 | [av]     | vor Vokalen und stimmhaften Konsonanten: wie in dt. Hawaii            | αύριο [ˈavriɔ] ‚morgen‘                                                                                     |
| αυ                 | [af]     | vor stimmlosen Konsonanten: wie in dt. haften                         | αυτοκίνητο [aftɔˈkʲinitɔ] ‚Auto‘                                                                            |
| άι, άη, αϊ, αϋ     | [ai]     | vor stimmlosen Konsonanten: wie in ital. mai                          | τσάι [tsai] ‚Tee‘ Δανάη [ðaˈnai] ‚Danae‘ αϋπνία [aiˈpnia] ‚Schlaflosigkeit‘ παϊδάκι [paiˈðaʲkʲi] ‚Rippchen‘ |
| ε αι, αί           | [ɛ]      | wie in dt. Fest                                                       | μέρα [ˈmɛra] ‚Tag‘ γυναίκα [ʝiˈnɛka] ‚Frau‘                                                                 |
| ευ                 | [ev]     | vor Vokalen und stimmhaften Konsonanten: wie in dt. Level             | Εύβοια [ˈɛvia] ‚Euböa‘ παρασκευή [paraskʲɛˈvi] ‚Freitag‘                                                    |
| ευ                 | [ef]     | vor stimmlosen Konsonanten: wie in dt. heftig                         | ευχαριστώ [ɛfxariˈstɔ] ‚danke‘                                                                              |
| έι, εϊ             | [ɛi]     | wie in dt. hey!                                                       | θεϊκός [θɛiˈkɔs] ‚göttlich‘ κέικ [ˈkʲɛik] ‚Sandkuchen‘                                                      |
| ει, η, ι οι, υ, υι | [i]      | geschlossenes i, aber kurz: wie in dt. minutiös                       | παράνοια, [paˈrania] ‚Paranoia‘ υγιεινή [iʝiiˈni] ‚Hygiene‘ υιοθετώ, [iɔθɛˈtɔ] ‚adoptieren‘                 |
| ει, η, ι οι, υ, υι | [j]      | vor Vokalen in Wörtern volkssprachlicher Herkunft: wie in dt. Mission | αδειάζω [aˈðjazɔ] ‚leeren‘ πιάνο [ˈpjanɔ] ‚Klavier‘                                                         |
| ηυ (Katharevousa)  | [if]     | vor stimmlosen Konsonanten: wie in dt. naiv                           | διηύθηνα [ðiˈifθina] ‚ich leitete‘                                                                          |
| ο, ω               | [ɔ]      | wie in dt. Hoffnung                                                   | πρώτος [ˈprɔtɔs] ‚erster‘                                                                                   |
| όι, οϊ             | [ɔi]     | Kombination aus offenem o und geschlossenem i: wie in Boiler          | κορόιδο [kɔˈrɔiðɔ] ‚Gespött‘ οϊμωγή [ɔimɔˈʝi] ‚Wehgeschrei‘                                                 |
| ου                 | [u]      | geschlossenes u, aber kurz: wie in dt. Mulatte                        | λουλούδι, [luˈluði] ‚Blume‘                                                                                 |
| ου                 | [w]      | in Transkriptionen aus dem Englischen: wie engl. Whisky               | ουίσκι, [ˈwiski] ‚Whisky‘                                                                                   |

## Konsonanten
Das Neugriechische zeichnet sich durch eine Vielzahl von Reibelauten aus, die auch zu im Deutschen teilweise ungewöhnlichen Konsonantenkombinationen verbunden werden können. Bedeutsam für die Aussprache ist häufig der auf den Konsonanten folgende Vokal: Vor den „hellen“ Vokalen  [i] und [ɛ] werden viele Konsonanten „heller“ oder „weicher“ ausgesprochen als vor den „dunklen“ Vokalen [a], [ɔ] und [u]. Eine weitere Besonderheit des Griechischen sind die vor „hellen“ Vokalen entstehenden palatalisierten Laute [kʲ], [gʲ], [lʲ] und [nʲ], bei denen sich nach der Artikulation des Konsonanten die Zunge leicht zum Gaumensegel hebt, wodurch ein angedeuteter j-Laut entsteht (letztere beiden nur nach Verschmelzung mit [i] bei volkstümlichen Wörtern). Das Neugriechische kennt außerdem zahlreiche Sandhi-Erscheinungen, bei denen sich zwei aufeinander folgende Laute, auch an der Wortfuge, klanglich einander angleichen. Für die Aussprache vieler Konsonanten ist also die auch lautliche Umgebung, in der sie sich befinden, maßgeblich. Für Deutsche ungewohnt ist auch, dass aufeinander folgende Wörter nicht voneinander abgesetzt, sondern klanglich verbunden werden.
| Buchstabe(n)   | Lautwert        | Beschreibung | Beispiel                                                                               |
| -------------- | --------------- | --- | -------------------------------------------------------------------------------------- |
| μ              | [m]             | wie das deutsche m | μήτρα [ˈmitra] ‚Gebärmutter‘                                                           |
| μ              | [ɱ]             | vor [v] und [f]: ein m mit den oberen Schneidezähnen auf der Unterlippe                                                                       | αμφιβολία [aɱfivɔˈlia] ‚Zweifel‘ έμβολο [ˈɛɱvɔlɔ] ‚Zapfen‘                             |
| μπ             | [b]             | am Wortanfang: wie das deutsche b | μπαίνω [ˈbɛnɔ] ‚eintreten‘                                                             |
| μπ             | [mb] oder [b]   | im Inlaut und am Wortende: wie in dt. Mamba oder Abend                                                                                        | έμπορος [ˈɛmbɔrɔs] oder [ˈɛbɔrɔs] ‚Händler‘                                            |
| μπ             | [mp]            | in einigen Fremdwörtern: wie dt. mp mit unbehauchtem p                                                                                        | κάμπιγκ [ˈkampiŋ(g)] ‚Camping‘                                                         |
| π              | [p]             | immer unbehaucht, etwa wie in dt. Optik | παπάς [paˈpas] ‚Pfarrer‘                                                               |
| π              | [b]             | am Wortbeginn nach Wörtern, die auf /-n/ enden: wie das deutsche b                                                                            | δεν πειράζει [ðɛmbiˈrazi] ‚macht nichts‘                                               |
| β              | [v]             | wie das deutsche w | βορράς [vɔˈras] ‚Norden‘                                                               |
| φ              | [f]             | wie das deutsche f | φέρνω [ˈfɛrnɔ] ‚tragen‘                                                                |
| ν              | [n]             | wie das deutsche n | Κίνα [ˈkʲina] ‚China‘                                                                  |
| ν              | [m]             | am Wortende vor mit μ, π, μπ und ψ beginnenden Wörtern: wie ein flüchtig ausgesprochenes deutsches m                                          | δεν πειράζει [ðɛmbiˈrazi] ‚macht nichts‘                                               |
| ν              | [ɱ]             | am Wortende vor mit β und φ beginnenden Wörtern: ein m mit den Schneidezähnen auf der Unterlippe                                              | στην Φινλανδία [stiɱfinlanˈðia] ‚in Finnland‘                                          |
| ν              | [ŋ]             | am Wortende vor mit γκ, κ und ξ beginnenden Wörtern: wie ein flüchtig ausgesprochenes deutsches ng                                            | στην Κίνα [stiŋˈgʲina] ‚in China‘                                                      |
| ν + unbet. /i/ | [nʲ]            | vor [a], [ɔ] und [u]: wie in ital. signora, span. señora                                                                                      | λεμονιά, [lɛmɔˈnʲa] ‚Zitronenbaum‘                                                     |
| ν + unbet. /i/ | [ni]            | vor [a], [ɔ] und [u] bei Wörtern gelehrter Herkunft: wie dt. Anion                                                                            | παράνοια [paˈrania] ‚Paranoia‘                                                         |
| ντ             | [d]             | am Wortanfang: wie das deutsche d | ντύνω [ˈdinɔ] ‚anziehen‘                                                               |
| ντ             | [d] oder [nd]   | im Wortinnern und am Wortende: wie dt. Adel oder anders                                                                                       | αντί [aˈdi] oder [anˈdi] ‚anstatt‘                                                     |
| τ              | [t]             | immer unbehaucht, etwa wie in dt. Bettler | τέτανος [ˈtɛtanɔs] ‚Tetanus‘                                                           |
| τ              | [d]             | am Wortbeginn nach Wörtern, die auf /-n/ enden: wie das deutsche d                                                                            | εν τάξει [εnˈdaksi] ‚in Ordnung‘                                                       |
| δ              | [ð]             | wie in engl. this | δουλειά [ðuˈlʲa] ‚Arbeit‘                                                              |
| θ              | [θ]             | wie in engl. thing | θύμα [ˈθima] ‚Opfer‘                                                                   |
| κ              | [k]             | vor [a], [ɔ], [u] und Konsonanten: immer unbehaucht, etwa wie in dt. aktiv                                                                    | κάτι, [ˈkati] ‚etwas‘                                                                  |
| κ              | [kʲ]            | vor [i] und [ɛ]: ähnlich wie in der Buchstabenfolge „ckch“ in dt. Päckchen                                                                    | κύμα, [ˈkʲima] ‚Welle‘                                                                 |
| κ              | [g]             | vor [a], [ɔ], [u] und Konsonanten am Wortbeginn nach den meisten Wörtern, die auf /-n/ enden: wie das deutsche g                              | στην καρδιά [stiɳgarˈðja] ‚im Herzen‘                                                  |
| κ              | [gʲ]            | vor [i] und [ɛ] am Wortbeginn nach Wörtern, die auf /-n/ enden: palatalisiertes [g], etwa wie dt. g + j                                       | τον κήπο [tɔŋˈgʲipɔ] ‚den Garten‘                                                      |
| γ              | [ɣ]             | vor [a], [ɔ], [u] und Konsonanten: wie ein stimmhaftes [x], berlinisch [ˈvaːɣən] „Wagen“                                                      | γάλα [ˈɣala] ‚Milch‘ γλυκός [ɣliˈkɔs] ‚süß‘                                            |
| γ              | [ʝ]             | vor [i] und [ɛ]: wie dt. j, aber mit deutlicher Reibung am Gaumen                                                                             | γυναίκα [ʝiˈnɛka] ‚Frau‘                                                               |
| γ(ι) 1         | [ʝ]             | vor [a], [ɔ] und [u]: wie dt. j, aber mit deutlicher Reibung am Gaumen                                                                        | γιατί [ʝaˈti] ‚warum‘ Γυάρος [ˈʝarɔs] ‚Gyaros‘ γεια [ʝa] ‚hallo‘, ‚tschüss‘            |
| γγ             | [g] oder [ŋg]   | vor [a], [ɔ], [u] und Konsonanten: wie dt. Magen oder Mango                                                                                   | αγγούρι [aˈguri] oder [aŋˈguri] ‚Gurke‘ Ausnahme: συγγνώμη [siɣˈnɔmi] ‚Entschuldigung‘ |
| γγ             | [gʲ] oder [ŋgʲ] | vor [i] und [ɛ]: etwa wie dt. g + j | αγγίζω [agʲiˈzɔ] oder [aŋgʲiˈzɔ] ‚berühren‘                                            |
| γκ             | [g]             | vor [a], [ɔ], [u] und Konsonanten am Wortanfang: wie das deutsche g                                                                           | γκολ [ˈgɔl] ‚(Fußball)-Tor‘ γκλαβανή [glavaˈni] ‚Falltür‘                              |
| γκ             | [g] oder [ŋg]   | vor [a], [ɔ], [u] und Konsonanten im Wortinnern: wie dt. Magen oder Mango                                                                     | αγκώνας [aˈgɔnas] oder [aŋˈgɔnas] ‚Ellenbogen‘                                         |
| γκ             | [gʲ]            | vor [i] und [ɛ] am Wortanfang: ähnlich wie dt. g + j                                                                                          | γκίνια [ˈgʲinʲa] ‚Pech‘                                                                |
| γκ             | [gʲ] oder [ŋgʲ] | vor [i] und [ɛ]im Wortinnern: ähnlich wie dt. ng + g + j oder g + j                                                                           | αγκινάρα [agʲiˈnara] oder [aŋgʲiˈnara] ‚Artischocke‘                                   |
| γγι            | [ŋgʲ] oder [gʲ] | vor [⁠a⁠], [⁠ɔ⁠] und [⁠u⁠]: ähnlich wie dt. ng + g + j oder g + j                                                                                   | αστροφεγγιά [astrofeŋˈgʲa] oder [astrofeˈgʲa], ‚Sternenlicht‘                          |
| γκι            | [gʲ]            | vor [⁠a⁠], [⁠ɔ⁠] und [⁠u⁠] am Wortanfang: ähnlich wie dt. g + j                                                                                     | γκιώνης [ˈgʲɔnis] ‚Kauz‘                                                               |
| γκι            | [gʲ] oder [ŋgʲ] | vor [⁠a⁠], [⁠ɔ⁠] und [⁠u⁠] im Wortinnern: ähnlich wie dt. ng + g + j oder g + j                                                                     |                                                                                        |
| γχ             | [ŋx]            | vor [a], [ɔ], [u] und Konsonanten: wie dt. ng + ch (in „ach“)                                                                                 | σύγχρονος [ˈsiŋxrɔnɔs] ‚modern‘                                                        |
| γχ             | [ŋç]            | vor [i] und [ɛ]: wie dt. ng + ch (in „ich“)                                                                                                   | συγχαίρω [siŋˈçεrɔ] ‚beglückwünschen‘                                                  |
| χ              | [x]             | vor [⁠a⁠], [⁠ɔ⁠], [⁠u⁠] und Konsonanten und am Wortende: wie in dt. ach                                                                             | χαρά [xaˈra] ‚Freude‘ Αλλάχ [aˈlax] ‚Allah‘                                            |
| χ              | [ç]             | vor [i] und [ɛ]: wie in dt. ich | χημεία [çiˈmia] ‚Chemie‘                                                               |
| χι             | [ç]             | vor [⁠a⁠], [⁠ɔ⁠] und [⁠u⁠]: wie in dt. ich | χιόνι [ˈçɔni] ‚Schnee‘                                                                 |
| λ              | [l]             | wie das deutsche l | λέξη [ˈlεksi] ‚Wort‘                                                                   |
| λ + unbet. [i] | [lʲ]            | vor [⁠a⁠], [⁠ɔ⁠] und [⁠u⁠]: wie ital. famiglia | λιακάδα [lʲaˈkaða] ‚Sonnenschein‘                                                      |
| λ + unbet. [i] | [li]            | vor [⁠a⁠], [⁠ɔ⁠] und [⁠u⁠] bei Wörtern gelehrter Herkunft. wie dt. Liane                                                                            | λειαίνω [liˈεnɔ] ‚glätten‘                                                             |
| ρ              | [r]             | mit der Zunge gerolltes r | βάρκα [ˈvarka] ‚Barke‘                                                                 |
| ρ              | [ɾ]             | gelegentlich vor Vokalen: mit der Zunge gerolltes r mit einem Anschlag                                                                        | ρύζι [ˈɾizi] ‚Reis‘                                                                    |
| σ (-ς)         | [s]             | Der stimmlose griechische /s/-Laut ist etwas „dunkler“ als der deutsche und tendiert zu [ɕ] bzw. dem deutschen /sch/ ([ʃ]).                   | συστήμα [siˈstima] ‚System‘                                                            |
| σ (-ς)         | [z]             | vor [v], [ð], [ɣ], [b], [m], vor [r] fakultativ; am Wortende vor mit stimmhaftem Konsonant beginnenden Wörtern: stimmhaftes s wie in dt. Rose | πολιτισμός [pɔlitizˈmɔs] ‚Kultur‘ Ισραήλ [izraˈil] oder [israˈil] ‚Israel‘             |
| ζ              | [z]             | stimmhaftes s wie in dt. s in Rose | καζάνι [kaˈzani] ‚Kessel‘                                                              |
| ψ              | [ps]            | wie in dt. Mops | ψυχή [psiˈçi] ‚Seele‘                                                                  |
| ψ              | [bz]            | wie dt. b mit stimmhaftem s | στην ψυχή [stimbziˈçi] ‚in der Seele‘                                                  |
| τσ             | [ts]            | wie das deutsche z | τσάι [ˈtsai] ‚Tee‘                                                                     |
| τζ             | [dz]            | wie dt. d mit stimmhaftem s | τζατζίκι [dzaˈdzikʲi] ‚Tzatziki‘                                                       |
| ξ              | [ks]            | wie das deutsche x | εν τάξει [εnˈdaksi] ‚in Ordnung‘                                                       |
| ξ              | [gz]            | wie dt. g mit stimmhaftem s | δεν ξερω [ðεŋˈgzεrɔ] ‚ich weiß nicht‘                                                  |

1 Das hier beispielhaft angeführte Iota (ι) steht für jedes Graphem, welches einen unbetonten /i/ Laut repräsentiert. Dieses /i/ wird selbst gar nicht ausgesprochen, sondern zeigt nur die Palatalisierung des ihm vorangehenden Konsonanten (hier γ) an.